# Powiat Sera
Powiat Sera (jap. 世羅郡 Sera-gun) – powiat w Japonii, w prefekturze Hiroszima. W 2024 roku liczył 14 279 mieszkańców.

## Miejscowości
- Sera